# Synagoge (Wörlitz)

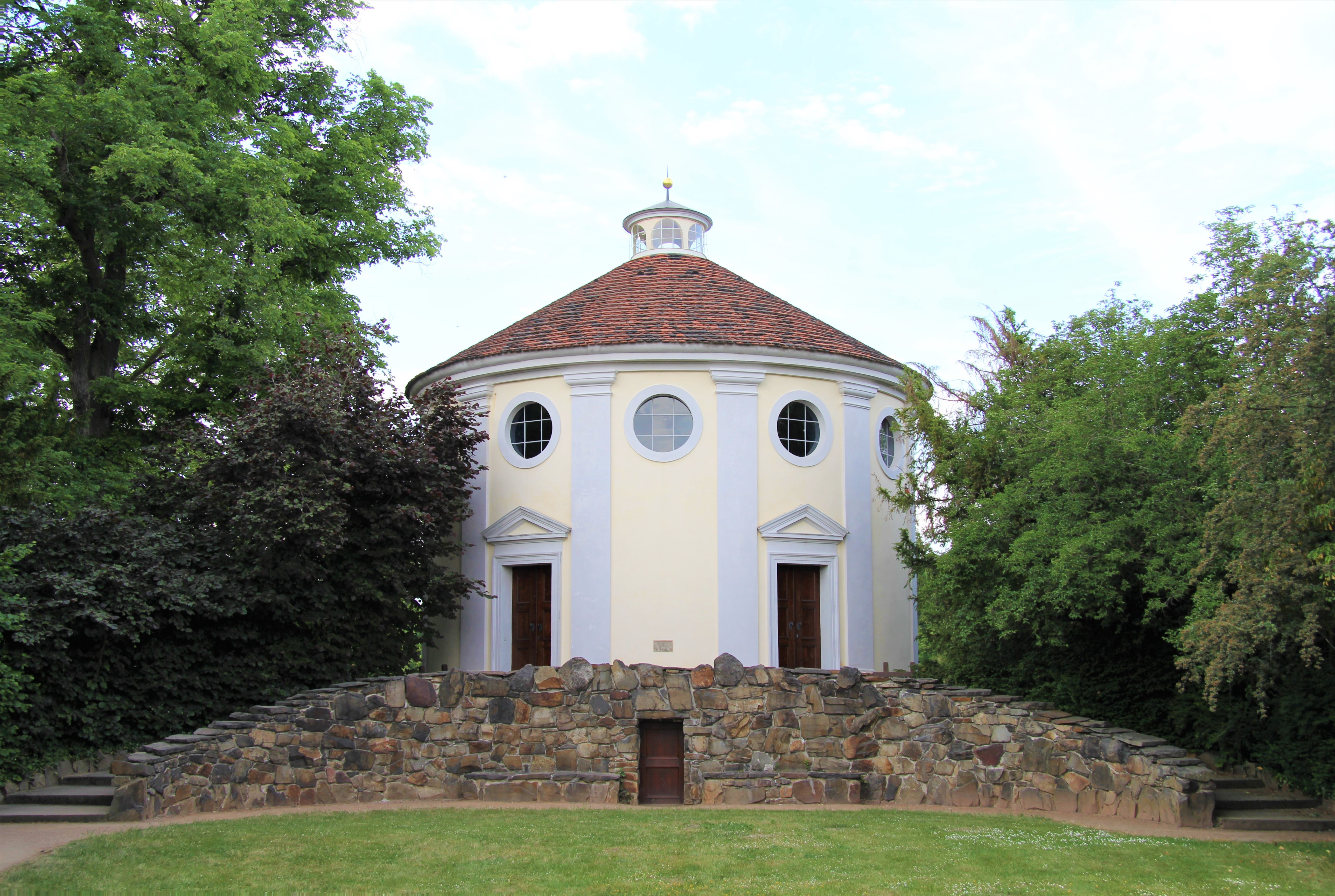
Synagoge in Wörlitz

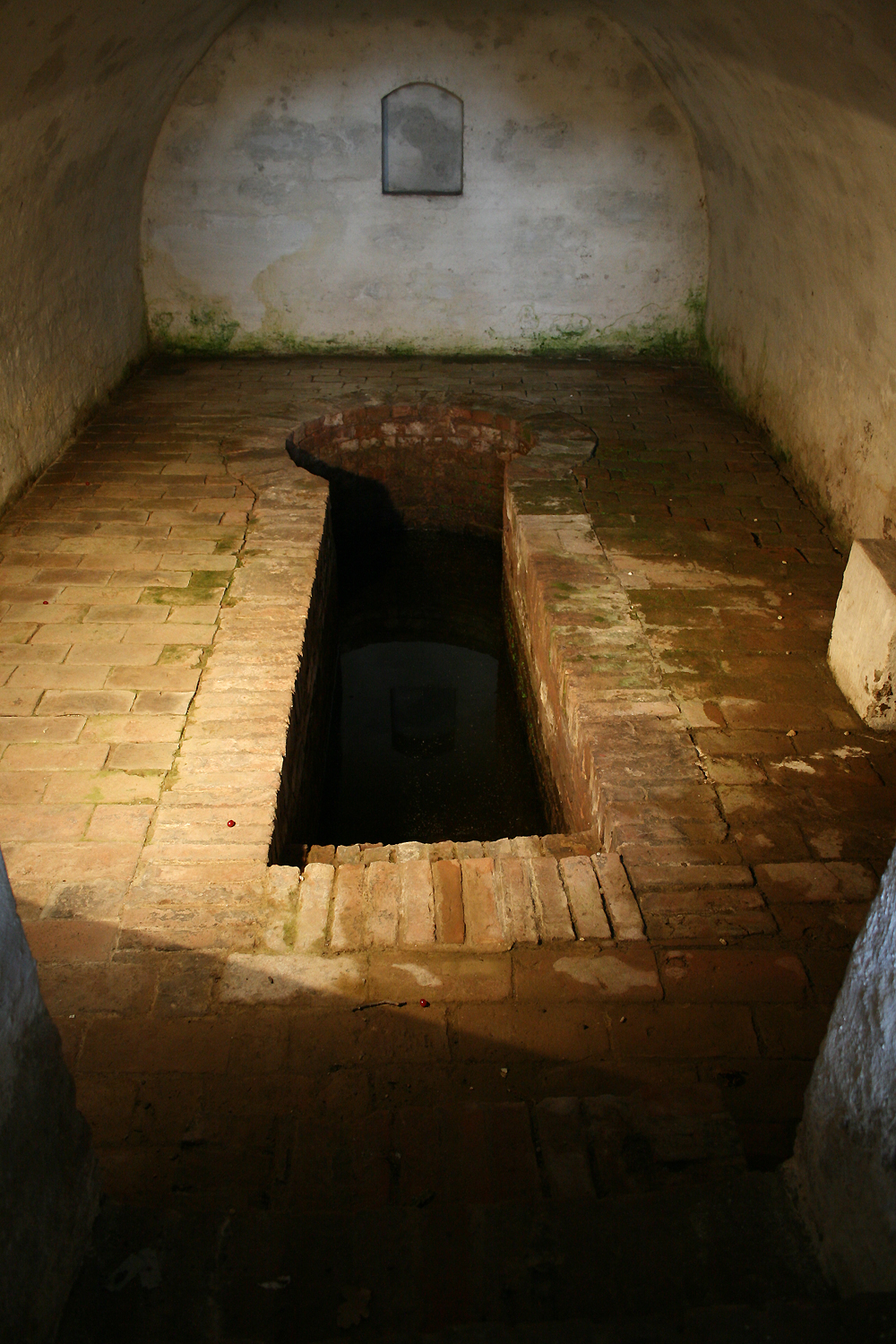
Mikwe

Die Synagoge in Wörlitz, einem Ortsteil der Stadt Oranienbaum-Wörlitz im Landkreis Wittenberg in Sachsen-Anhalt, wurde 1789/90 errichtet. Die profanierte Synagoge befindet sich am östlichen Rand des Schlossgartens auf einem künstlichen Hügel und ist als Teil des Wörlitzer Parks ein Baudenkmal.

## Geschichte
Seit etwa 1680 lebten jüdische Familien in Wörlitz. Für den Neubau des klassizistischen Rathauses ließ Fürst Leopold III. die alte Betstube am Marktplatz abbrechen. Er veranlasste als Ersatzbau eine 1789/1790 errichtete Synagoge am Rand des Schlossgartens und stellte diese der jüdischen Gemeinde zur Verfügung.
Im Jahr 1910 löste sich die jüdische Gemeinde Wörlitz auf Grund von zu wenig Gemeindemitgliedern auf. Die Synagoge wurde der Israelitischen Kultusgemeinde Dessau übereignet, die bis 1937 jährlich noch einen Gottesdienst feierte. 1937 musste die Kultusgemeinde die Synagoge der 1918 gegründeten, staatlichen Joachim-Ernst-Stiftung übertragen.
Die Synagoge wurde 1937 in „Vestatempel“ umbenannt und ihrer religiösen Funktion und Ausstattung beraubt. Trotzdem versuchten zwei SA-Männer während der Novemberpogrome 1938, die Synagoge in Brand zu stecken. Das Gebäude wurde durch das entschiedene Handeln des damaligen Gartendirektors Hans Hallervorden gerettet. Dieser wurde kurze Zeit später in Pension geschickt.
Zur Synagoge gehörte ein 1938 verwüsteter Friedhof mit etwa 130 Grabsteinen. 1987 wurden Fragmente auf einem Hof in der Förstergasse gefunden und später in eine Gedenkmauer integriert.

## Architektur
Die Synagoge steht im Schnittpunkt von Sichtachsen des Schlossparks, in der Nähe der evangelischen Kirche St. Petri. Friedrich Wilhelm von Erdmannsdorff gestaltete sie als Rundbau im Stil des Klassizismus. Der Tempel des Hercules Victor im antiken Rom diente als Vorbild.
Die Rotunde hat einen Durchmesser von 10 Metern und eine Höhe von fast 12 Metern. Zwölf toskanische Pilaster mit zwölf oben angeordneten Rundfenstern gliedern die verputzte Fassade. Ein ziegelgedecktes Kegeldach mit einer Laterne im Zentrum überspannt den Baukörper. Zwei verdachte Eingänge erschließen den Innenraum mit einer Wandnische im Osten für den Thoraschrein. Im Unterbau der Synagoge befindet sich eine Mikwe, deren Tür sich in einer Wand aus Bruchsteinmauerwerk befindet.

## Heutige Nutzung
Im Inneren der Synagoge befindet sich heute eine Ausstellung zur Geschichte der Juden in Anhalt.